# Поток излучения
Поток излучения {\displaystyle \Phi _{e}} — физическая величина, одна из энергетических фотометрических величин. Характеризует мощность, переносимую оптическим излучением через какую-либо поверхность. Равен отношению энергии, переносимой излучением через поверхность, ко времени переноса. Подразумевается, что длительность переноса выбирается так, чтобы она значительно превышала период электромагнитных колебаний. В качестве обозначения используется {\displaystyle \Phi _{e}} или {\displaystyle P}.
Таким образом, для {\displaystyle \Phi _{e}} выполняется
{\displaystyle \Phi _{e}={\frac {dQ_{e}}{dt}},}
где {\displaystyle dQ_{e}} — энергия излучения, переносимая через поверхность за время {\displaystyle dt}.
Среди световых величин аналогом понятия «поток излучения» является термин «световой поток». Различие между этими величинами такое же, как и различие между энергетическими и световыми величинами вообще.

## Спектральная плотность потока излучения
Если излучение немонохроматично, то во многих случаях оказывается полезным использовать такую величину, как спектральная плотность потока излучения.
Спектральная плотность потока излучения представляет собой поток излучения, приходящийся на малый единичный интервал спектра. Точки спектра при этом могут задаваться их длинами волн, частотами, энергиями квантов излучения, волновыми числами или любым другим способом. Если переменной, определяющей положение точек спектра, является некоторая величина {\displaystyle x}, то соответствующая ей спектральная плотность потока излучения обозначается как {\displaystyle \Phi _{e,x}} и определяется как отношение величины {\displaystyle d\Phi _{e}(x),} приходящейся на малый спектральный интервал, заключённый между {\displaystyle x} и {\displaystyle x+dx,} к ширине этого интервала:
{\displaystyle \Phi _{e,x}(x)={\frac {d\Phi _{e}(x)}{dx}}.}
Соответственно, в случае использования длин волн для спектральной плотности потока излучения будет выполняться
{\displaystyle \Phi _{e,\lambda }(\lambda )={\frac {d\Phi _{e}(\lambda )}{d\lambda }},}
а при использовании частоты —
{\displaystyle \Phi _{e,\nu }(\nu )={\frac {d\Phi _{e}(\nu )}{d\nu }}.}
Следует иметь в виду, что значения спектральной плотности потока излучения в одной и той же точке спектра, получаемые при использовании различных спектральных координат, друг с другом не совпадают. То есть, например, {\displaystyle \Phi _{e,\nu }(\nu )\neq \Phi _{e,\lambda }(\lambda ).} Нетрудно показать, что с учётом
{\displaystyle \Phi _{e,\nu }(\nu )={\frac {d\Phi _{e}(\nu )}{d\nu }}={\frac {d\lambda }{d\nu }}{\frac {d\Phi _{e}(\lambda )}{d\lambda }}} и {\displaystyle \lambda ={\frac {c}{\nu }}} правильное соотношение приобретает вид
{\displaystyle \Phi _{e,\nu }(\nu )={\frac {\lambda ^{2}}{c}}\Phi _{e,\lambda }(\lambda ).}